# Gluten
El gluten és un conjunt de proteïnes que es troba a la llavor de molts cereals barrejat amb midó. És un 80 % de les proteïnes del blat, composta principalment de gliadina i glutenina. El gluten és responsable de l'elasticitat de la massa de farina així com la consistència elàstica i esponjosa del pa i masses enfornades. És present en aliments com el pa, farines, pastissos, galetes i begudes fermentades, entre d'altres. A més, es pot afegir com a additiu en aliments ultraprocessats.
El gluten es pot obtenir a partir de la farina de blat, ordi, sègol i civada, rentant el midó. Per a això es forma una massa de farina i aigua, que després es renta amb aigua fins que l'aigua ix neta. Per a usos químics (no alimentaris) és preferible usar una solució salina. El producte resultant tindrà una textura enganxosa i fibrosa, semblant a la del xiclet.
Quan està cuit, el gluten té una consistència ferma i pren un poc del gust del brou on es cuina. Aquesta propietat fa que sigui apreciat com a substitut de la carn a les cuines vegetarianes i budista. Al forn, el gluten és el responsable que els gasos de la fermentació es quedin retinguts a dins de la massa, i fa que pugi. Després de la cocció, la coagulació del gluten fa que el panellet no es desinfli a la cuina, s'utilitza per a donar-li consistència als aliments. En la cuina japonesa i xinesa s'utilitza el seitan, una preparació a base de gluten cuinat amb salsa de soia i algues kombu.
Encara que el gluten es troba a la majoria dels cereals (blat, ordi o sègol) i els seus derivats, hi ha cereals lliures de gluten: arròs, dacsa, blat negre o fajol, mill i cereals andins com la quinoa i l'amarant. Tampoc no contenen gluten la soia ni les llavors de gira-sol. La civada conté quantitats petites de gluten, per tant no n'han de prendre ni al·lèrgics ni intolerants.
La paraula prové del mot llatí gluten, glutinis que significa cola, engrut i que es torna a trobar en paraules com aglutinar, conglutinar i glutinós.

## Composició i propietats nutricionals
El gluten és principalment una barreja complexa de centenars de proteïnes relacionades però diferents, també lípids i carbohidrats, en menor proporció (10 %). Hi ha proteïnes d’emmagatzematge similars com la secalina al sègol, l’hordeïna a l’ordi i les avenines a la civada i es coneixen col·lectivament com a "gluten".

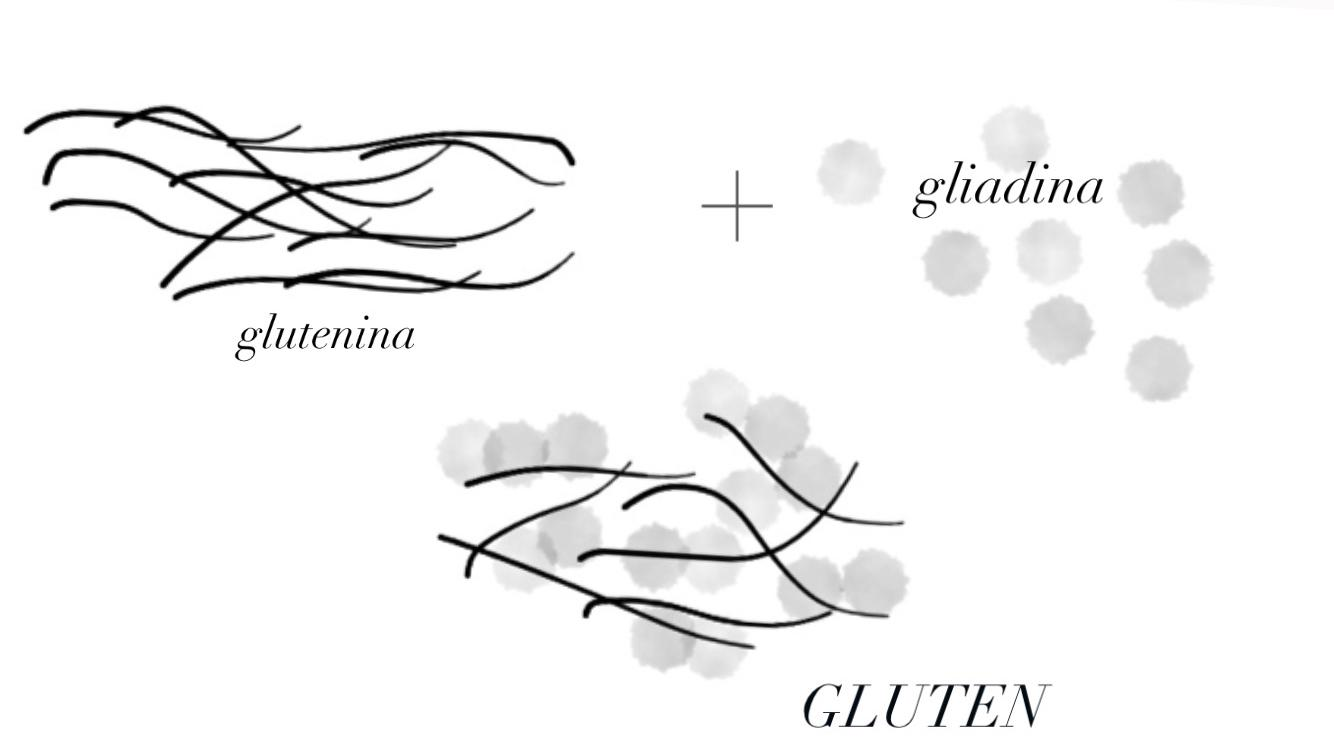
Composició del gluten

Les proteïnes del gluten es poden dividir en dues fraccions principals segons la seva solubilitat en alcohols aquosos: les gliadines solubles i les glutenines insolubles.
La fracció de gliadina comprèn principalment proteïnes monomèriques amb pesos moleculars (PM) al voltant de 28 000-55 000 i que es poden classificar segons les seves diferents estructures primàries en tipus α, β, γ i ω. Els enllaços disulfur estan absents o presents com a enllaços creuats intracadena. En aquestes proteïnes estan continguts alguns dels pèptids inmunogènics (tòxics) per al celíac.
Les glutenines són principalment proteïnes agregades unides per enllaços disulfur entre cadenes; tenen una grandària variable que va des d'aproximadament 500 000 fins més de 10 milions. Després de la reducció dels enllaços disulfur, les subunitats de glutenina resultants mostren una solubilitat en alcohols aquosos similar a les gliadines.
Cada tipus de proteïna de gluten consta de dos o tres dominis estructurals diferents; un d'ells conté seqüències repetitives úniques riques en glutamina i prolina. Els enllaços no covalents com els enllaços d'hidrogen, els enllaços iònics i els enllaços hidrofòbics són importants per a l'agregació de gliadines i glutenines i impliquen l'estructura i les propietats físiques de la massa.
Aquestes proteïnes no tenen un elevat valor nutricional ni biològic, a causa de la falta d'aminoàcids essencials com la lisina i el triptòfan, a més, els seus dos aminoàcids principals, prolina i glutamina, són difícils de digerir i no pertanyen als aminoàcids essencials, ja que el propi organisme pot sintetitzar-los. Té un paper important en la indústria alimentària perquè fa que la farina de blat, barrejada amb aigua, formi una massa ferma i elàstica, sent aquestes propietats essencials per a l'elaboració del pa. A causa de l'ús generalitzat del blat, el gluten es troba en diversos productes alimentosos, inclosos molts que no estan associats directament amb el blat.

## Utilització del gluten
El gluten és termoestable i té la capacitat d'actuar com a agent aglutinant i extensor, i s'usa comunament com a additiu en aliments processats per a millorar la textura, la retenció d'humitat i el sabor. Té un baix cost econòmic que fa que el seu ús resulti molt interessant en algunes indústries.

### Indústria alimentària
El gluten es troba naturalment en grans com el blat, l'ordi i el sègol, els quals s'usen com a ingredients en una gran quantitat d'aliments utraprocessats preparats i comercials. La farina de blat es troba en milers de productes a causa de la seva capacitat per a donar-los estructura i ajudar amb el espessiment i recobriment dels productes. El gluten de blat és el component principal del seitan, un aliment característic de la cuina vegetariana i vegana.
És habitual la seva agregació com a ingredient separat per dret propi, sent elaborat en rentar el midó en una suspensió de farina. Aquest és el cas de l'ús del gluten en la indústria del pa, complementant les proteïnes d'aquest que ja apareixen de manera natural en la farina i posterior massa. El seu ús aporta qualitats molt favorables, com una major força de la massa, millor retenció de gasos i elasticitat, que dona als productes una bona estructura i una forma uniforme al pa, una millor absorció i retenció d'aigua, millorant el rendiment, la suavitat del producte i prolongant la vida útil del pa, i un sabor millorat.
Les dades del mercat mundial indiquen que es preveu que les vendes de productes sense gluten augmentin en una taxa de creixement anual del 10,4% entre el 2015 i el 2020.A mesura que l’aplicació clínica i la popularitat de la dieta sense gluten augmenten, les demandes dels consumidors continuen influint en el mercat dels aliments i en els estàndards d’etiquetatge dels productes sense gluten.

### Elaboració de plàstics biodegradables
La proteïna vegetal del blat és un co producte barat i abundant derivat de recursos renovables i és biodegradable. El gluten de blat industrial (WG, Wheat Gluten) ha estat estudiat com a formador de làmines a causa de les seves propietats cohesives i elàstiques ja que és capaç de formar una xarxa al termo endurir-se, de manera que el WG plastificat pot ser processat en pel·lícules i plàstics convenientment a través de l'emmotllament tèrmic. Es tracta d'una utilitat encara en procés de recerca, es planteja la seva obtenció per mitjans d'extrusió i s'ha aconseguit potenciar la resistència i permeabilitat mitjançant la modificació de la seva composició a nanopartícules. Aquests biodegradables desapareixen del medi natural en 50 dies, a diferència dels entre 100 i 1000 anys de degradació del petroli. Entre les utilitats potencials destaquen els dispositius per a alliberar de manera controlada medicaments, antimicrobians o fertilitzants. També en la indústria de l'envasament o per a embalatges, però de moment el seu ús no està comercialitzat, per l'impacte que comportaria en les persones amb trastorns relacionats amb el gluten.

## El gluten i la salut
Per a qui no és sensible o intolerant, el 99% de la població, el gluten millora la quantitat de triglicèrids en sang, millora la hipertensió i redueix el risc de malalties cardiovasculars. Són una font important de fibra essencial per a la flora intestinal. Segons l'evidència científica actual, no hi ha una edat o un moment determinats en què sigui millor incorporar els aliments amb gluten. Es poden oferir als nens, com la resta d'aliments, a partir dels sis mesos.

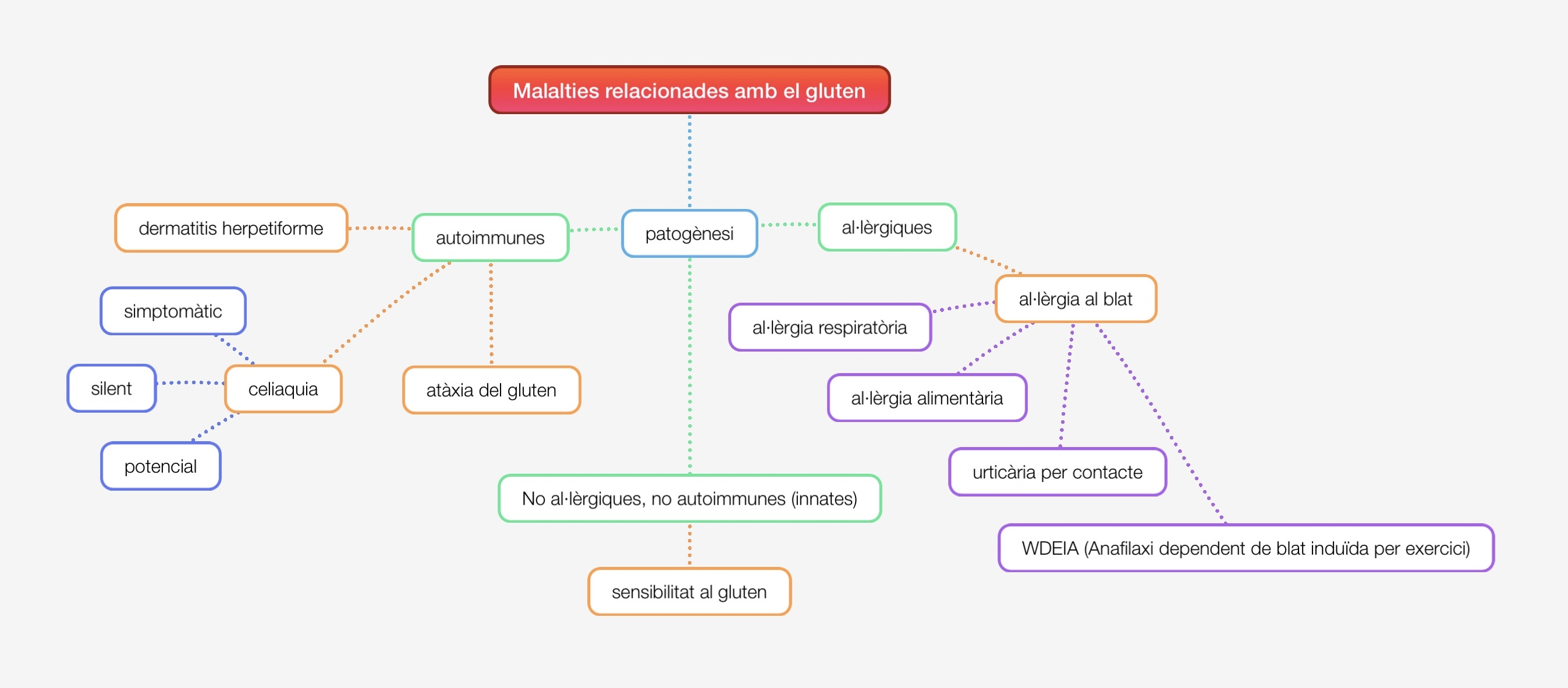
Malalties autoimmunes, al·lèrgiques i innates relacionades amb el gluten

Hi ha gent que té al·lèrgia o intolerància (celiaquia) al gluten, per tant ha de fer dietes lliures de gluten. A qui té intolerància, el gluten fa mal a la mucosa de l'intestí prim, impedint la digestió normal. Després d'eliminar el gluten de la dieta els budells tornen a funcionar amb normalitat. Les persones celíaques tenen una predisposició genètica, heretada, a la intolerància al gluten, però no sempre desenvolupen la malaltia. Quan es manifesta la malaltia celíaca moltes vegades pot anar acompanyada d'una intolerància a la lactosa, que en molts casos és passatgera i desapareix amb el temps.
Altres afeccions que poden requerir la reducció o eliminació del gluten a la dieta són:
La sensibilitat al gluten no celíaca, també coneguda com a intolerància al gluten: intolerància al gluten amb símptomes similars als de la malaltia celíaca, però sense els nivells elevats d'anticossos i danys intestinals. No hi ha una prova diagnòstica de la GSE, sinó que es determina mitjançant símptomes persistents i una prova celíaca de diagnòstic negativa.
Al·lèrgia al blat: al·lèrgia a una o més de les proteïnes (albúmina, gluten, gliadina, globulina) que es troben al blat, diagnosticades amb proves de sang positives per immunoglobulina E i una provocació oral amb aliments (POA), o prova d‘alimentació. Els símptomes van des de lleus fins a greus i poden incloure inflor o picor a la boca o la gola, urticària, picor d’ulls, falta d’aire, nàusees, diarrea, rampes i anafilaxi. Les persones que resulten negatives per a aquesta afecció encara poden tenir sensibilitat al gluten. Aquesta afecció es veu amb més freqüència en nens, que molts superen a l'edat adulta.
Dermatitis herpetiforme (DH): erupció cutània que resulta de menjar gluten. És una resposta autoimmune que es presenta com una erupció cutània vermella persistent amb picor que pot produir butllofes. Tot i que les persones celíaques poden tenir DH, el contrari no sempre és cert.
És important tenir en compte que el gluten només és un problema per a aquells que hi reaccionen negativament o que donen positiu en la malaltia celíaca. La majoria de la gent pot i ha menjat gluten la major part de la seva vida, sense efectes secundaris adversos.

### Celiaquia
Es tracta d'un desordre autoimmune intestinal crònic, principalment determinat per la genètica, i la seva simptomatologia apareix a l'ingerir gluten. S'indueix un aplanament de les vellositats intestinals, hiperplàsia de les criptes i infiltració de limfòcits per l'epiteli. És una malaltia poligènica que involucra gens MHC i en menor freqüència gens no MHC, que poden ser el gen IXb, CTLA-4, o gens reguladors de limfòcits T.
En estudis in vitro s'ha descobert que després de la digestió de gliadina, encara hi ha regions sense digerir, i es produeix un pèptid d'α-gliadina compost de 33 aminoàcids (33-mer). El 33-mer és resistent a proteases gàstriques, pancreàtiques i de les microvellositats de l'intestí. La vida mitjana de la 33-mer és superior a 20 hores, de manera que té oportunitat per actuar com antigen i estimular la proliferació de cèl·lules T, induint fenòmens de toxicitat en els individus genèticament susceptibles.
El pas de 33-mer a través de la barrera epitelial pot estar afavorit per la zonulina, proteïna que condueix senyals intracel·lulars que obren les unions estretes (tight junctions), i que el seu alliberament està afavorit per la gliadina. Un cop travessada la barrera epitelial, la transglutaminasa 2 (tTG2) deamida el 33-mer i canvia la seva càrrega positiva a negativa, deixant exposats 3 epítops. Aquest 33-mer modificat és estimulador dels limfòcits T CD4, que desencadenen la cascada immune que desemboca en la resposta inflamatòria i el dany de la mucosa.
La quantitat mínima per induir la malaltia no està clara, però 500 mg ja desenvolupen canvis clars en les vellositats i en la infiltració de limfòcits. A més, la ingesta diària de quantitats de gluten inferiors a 50 mg no produeixen canvis significatius, però quantitats superiors a 50 mg si. Com a referència, la població no celíaca ingereix una mitjana de 10 a 20 g de gluten per dia.
No existeixen diferents graus de gravetat de malaltia celíaca sinó distints presentacions: independentment de si hi ha o no símptomes, del seu tipus o intensitat, o dels òrgans als quals afectin, el mal i el risc de complicacions greus estan sempre presents si es consumeix glútens de manera freqüent, per sobre del llindar de seguretat.

Podeu consultar el vídeo “Les traces compten” i altres vídeos formatius a https://www.celiacscatalunya.org/ca/videos_celiaquia

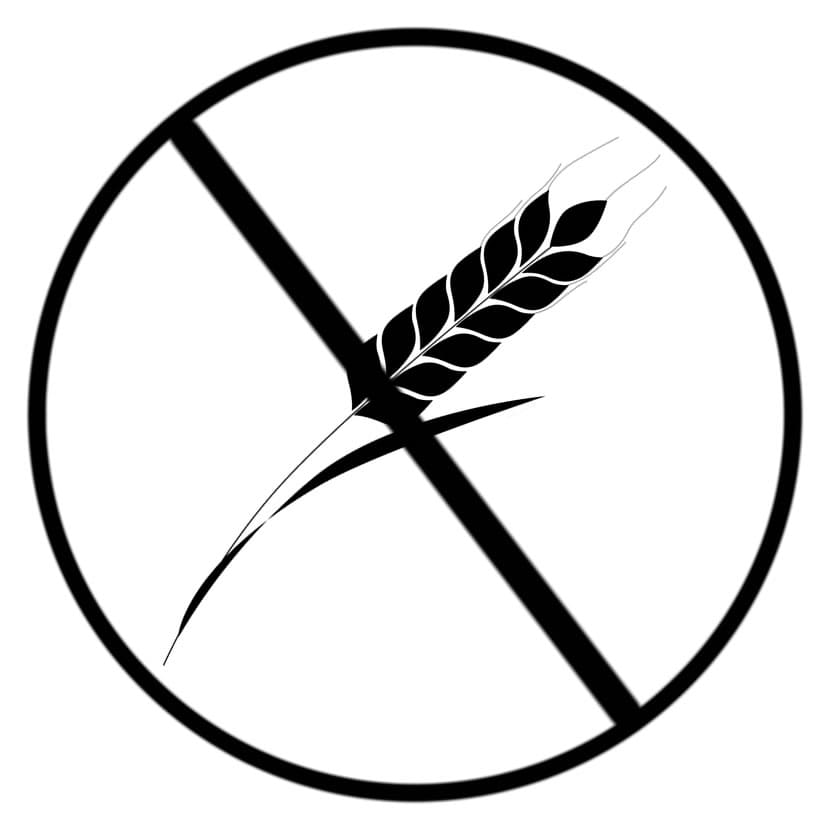
Espiga barrada

### Marca de l'Espiga Barrada
La Marca de l'Espiga Barrada és propietat de l'Associació de Societats de Celíacs d'Europa (AOECS) i està registrada i protegida dins del territori de la Unió Europea, Suïssa, Noruega, Croàcia, Montenegro, Sèrbia i Bòsnia Hercegovina.
Només els productes processats o amb múltiples ingredients poden portar aquest segell. A més, cal que els productes compleixin una sèrie de criteris que assegurin un contingut en gluten inferior a 20ppm, tal com estableix la legislació actual, tenint en consideració tant els ingredients com el procés d'elaboració.

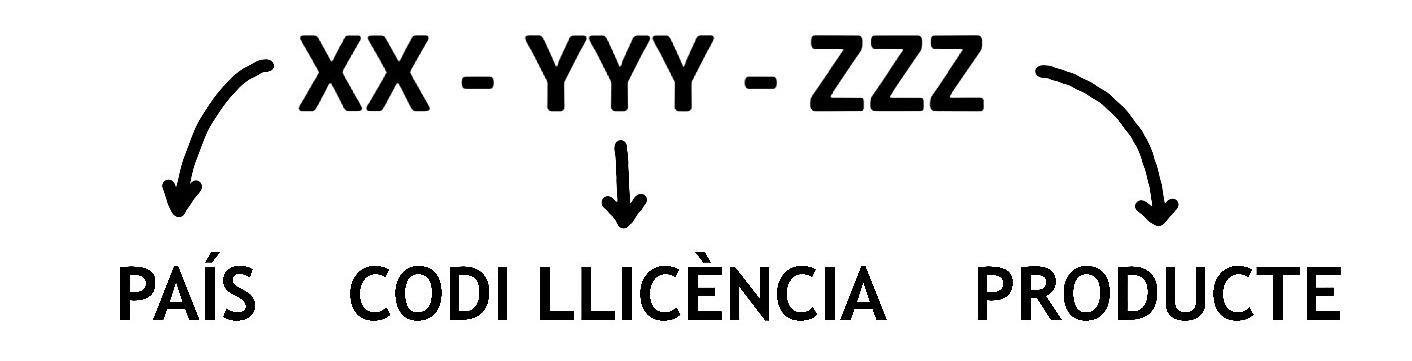
Codis de la marca d’espiga barrada.

Actualment, més de 20.000 productes han estat llicenciats amb la marca de l'Espiga Barrada i més de 1.000 empreses han estat llicenciades en el territori dels països que conformen l'AOECS. Segons enquestes dutes a terme, el 88% dels consumidors celíacs reconeixen aquest segell i el 78% coincideixen que els aporta més seguretat.

## Contaminació creuada
La contaminació creuada és el procés pel qual els microbis o altres substàncies alienes, com els al·lergògens, es transfereixen de forma no intencional d'un aliment o objecte a un altre aliment, amb efectes perjudicials, sent una de les causes mes comunes d'intoxicació alimentària. El contacte creuat quan un aliment es veu exposat a un ingredient o menjar amb contingut de gluten, aquest deixa de ser segur per a les persones amb patologies relacionades amb el gluten.
La ingesta de quantitats minúscules d'aquesta proteïna és suficient per a desencadenar una reacció en la persona afectada, encara que no sempre apareguin símptomes. Després de diversos estudis sobre la quantitat i concentració llindar de gluten en els productes alimentosos que són capaços de tolerar les persones amb malaltia celíaca, es va observar que mentre alguns pacients toleraven una mitjana de 34-36 mg de gluten al dia, uns altres que van consumir sobre 10 mg de gluten per dia van desenvolupar anomalies en les mucoses. L'efecte del consum de productes "sense glútens" amb diferents graus de contaminació per gluten també va ser inconsistent.
Es va determinar així que la quantitat de gluten tolerable varia entre les persones amb malaltia celíaca, i que encara que no existeixi una evidència que confirmi un únic llindar definitiu, és altament improbable que una ingesta diària de gluten de 10 <mg causi anomalies histològiques significatives. És important considerar que aquesta contaminació és acumulativa, i no és mesurable, per la qual cosa no es pot preveure amb antelació.

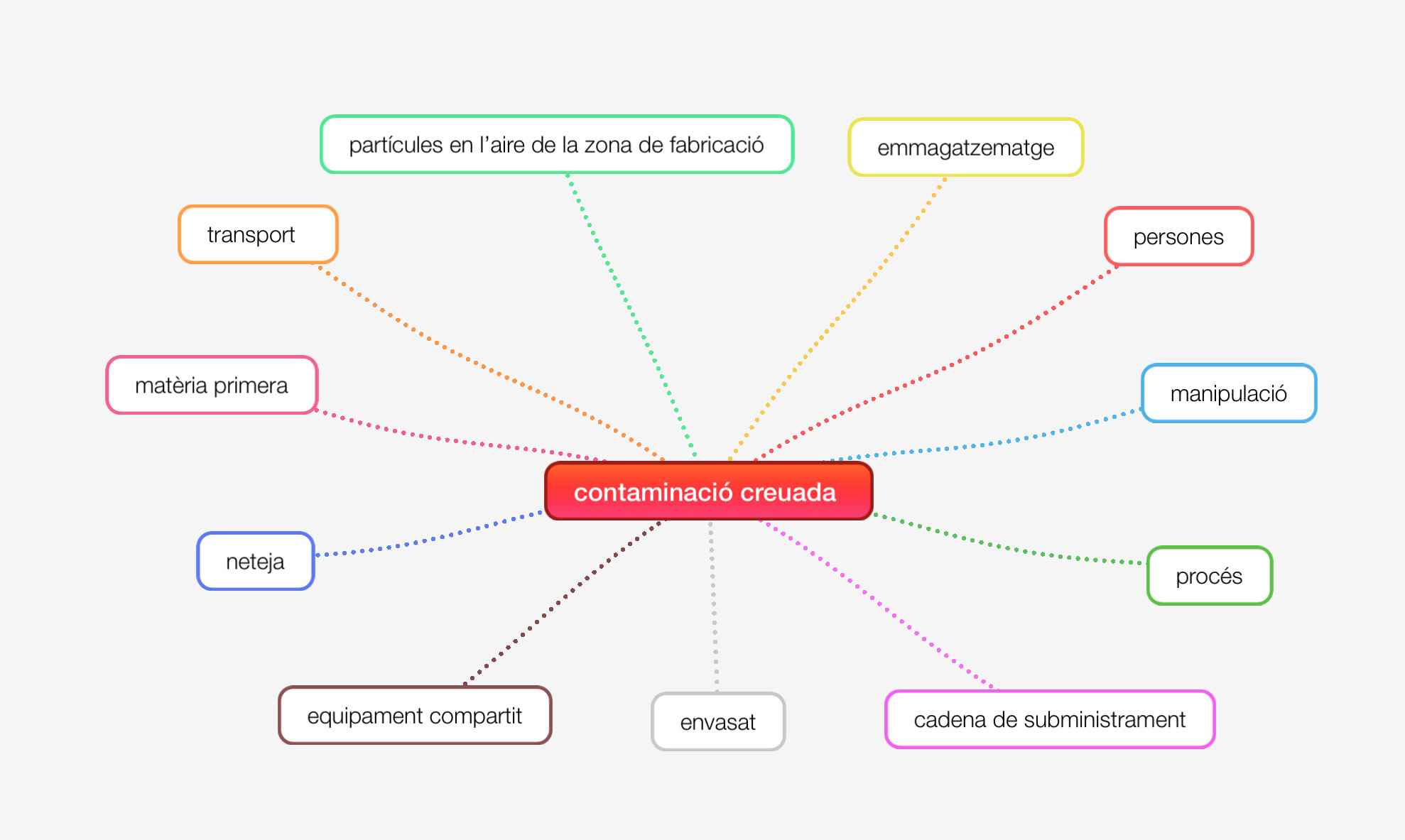
Contaminació creuada.

És important identificar els diferents escenaris en els quals pot tenir lloc aquesta contaminació per gluten i adoptar les mesures pertinents per a evitar-la tenint en consideració les característiques de cada aliment. Alguns productes amb glútens deixen anar pols, com és el cas de la farina, a l'ésser aquesta molt volàtil. Això comporta que aquesta flotació en l'aire i que en el cas que existeixin corrents el radi d'expansió augmenti, fent la seva eliminació molt complicada. És important evitar l'ús d'accessoris de fusta o porosos que s'hagin usat per a menjar amb gluten, mai compartir els utensilis simultàniament en la preparació d'aliments amb glútens i sense glútens ni tampoc emprar torradores de pa o sandvitxeres per a treballar amb aquests dos tipus d'aliments, ja que no són possibles de netejar de manera que s'acabi amb totes les traces de gluten.

### Tipus de contaminació creuada
La contaminació creuada pot produir-se per contacte directe o indirecte. El contacte directe es dona entre un aliment sense gluten entra en contacte amb un aliment (o qualsevol altra substància) amb gluten, i la contaminació creuada indirecta en el cas que el gluten arribi a l'aliment en origen lliure de gluten a través de les superfícies o utensilis de treball, així com per les mans del manipulador.

## Estratègies per substituir el gluten
Els productes sense gluten solen ser consumits per persones que anteriorment han gaudit d’aliments que el contenien. Per tant, aquests consumidors ja tenen expectatives del producte en termes de textura, estructura, sabor i qualitat general. La cocció del pa sense gluten, per exemple, elimina essencialment l’ingredient més crucial per a l'estructura i la qualitat del producte.A més de dissenyar productes de pa sense gluten de manera que imitin la textura dels productes de pa que contenen gluten, també han de tenir el mateix perfil sensorial i vida útil.Una possible estratègia que s'ha identificat per fer coincidir el sabor volàtil dels productes que contenen blat és combinar prolina i glucosa a la recepta de productes sense gluten, ja que són precursors dels components volàtils que es troben en els productes de pa a base de blat.

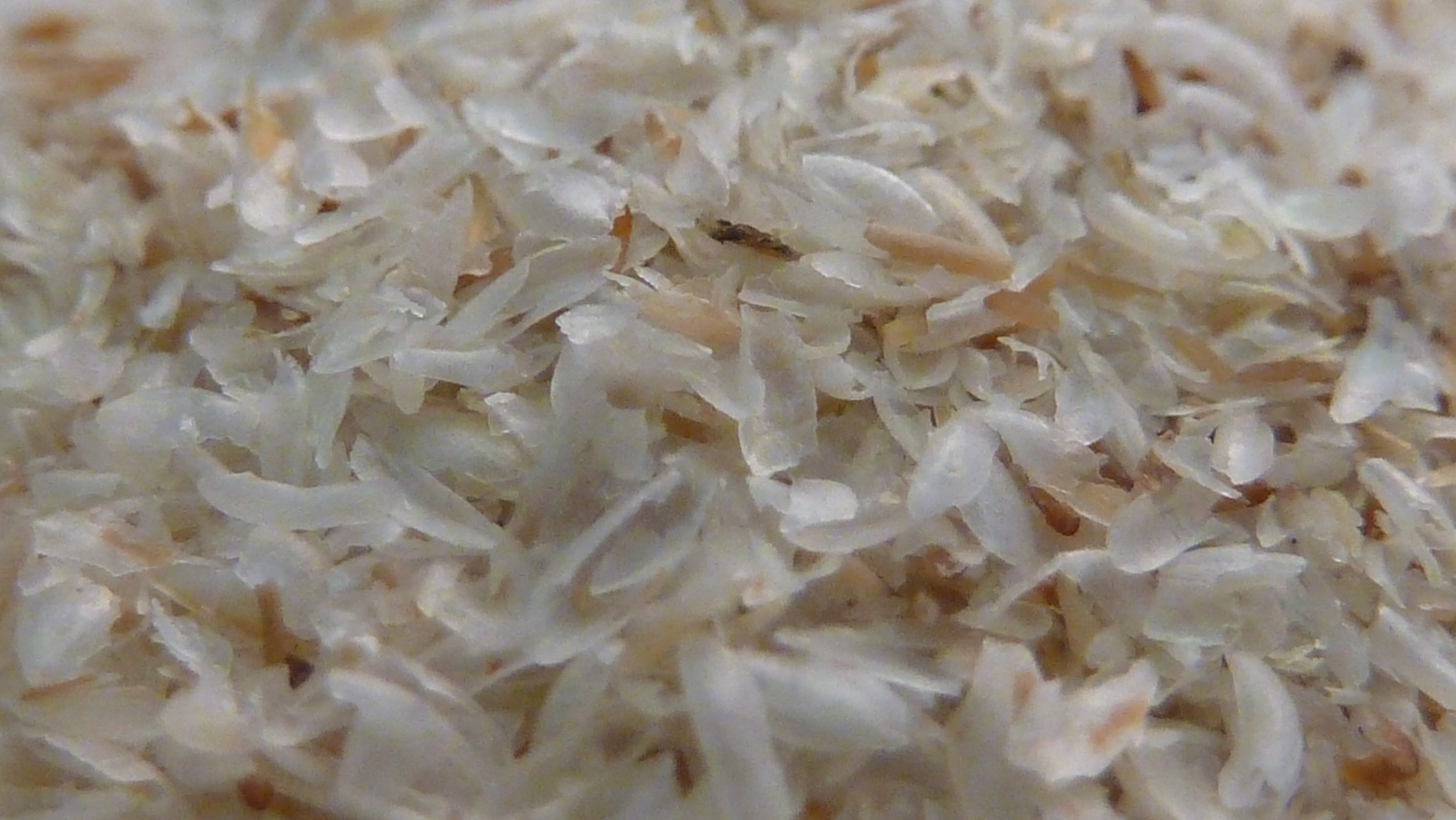
Psyllium husk

Una estratègia molt utilitzada és l'ús d'additius que mantinguin la funció que realitza el gluten, donant-los aquesta elasticitat i absorció d'aigua característica dels aliments amb gluten. Els additius que es fan servir poden ser de diferents tipus i origen, poden ser polisacàrids o proteïnes, i d'origen animal, vegetal, microbià o sintètics. Entre els additius que es poden fer servir estan la goma xantana, que és un polisacàrid produït pel bacteri Xanthomonas campestris i que juntament amb psyllium husk és el més utilitzat en masses panificables a causa de l'elasticitat que li atorga a el pa. El psyllium husk, que és d'origen vegetal, obtingut de les closques de les llavors extretes de la planta plantago psyllium, és utilitzada per la seva gran capacitat d'absorció d'aigua i per la formació de l'estructura que atrapa els gasos de fermentació. També es pot fer servir agar agar, que és un gran gelificant, però que dona pitjors resultats en l'elaboració de pans ja que la seva utilització resulta en pans més densos, secs i amb menys volum.

## Mites relacionats amb el gluten
La dieta sense gluten es va posar de moda, tot i no té cap sentit evitar-lo per persones que no són celíaques, com que pot eliminar altres nutrients beneficiosos dels cereals. El millor és que una dieta tingui una mica de tot i, alhora, no hi hagi massa quantitat de cap menjar específic. A més, el moviment de moda, l'etiquetatge confús i la banalització crea problemes per als celíacs. Una hipòtesi que una dieta sense gluten i caseïna podria ajudar persones amb autisme només rau en evidència anecdòtica o subjectiva, però no sembla tenir cap fonament científic comprovat per estudis a cegues, tot i que en caldria més. Evitar el gluten tampoc no ajuda pas per aprimar-se, no té res a veure amb la quantitat de calories que mengem i de fet, molts productes sense gluten contenen gran quantitat de sucres i greixos trans.
L’atenció negativa dels mitjans de comunicació sobre el blat i el gluten ha fet que algunes persones dubtin del seu lloc en una dieta saludable. Hi ha poques investigacions publicades per donar suport a aquestes afirmacions; de fet, la investigació publicada suggereix el contrari.
En un estudi del 2017 amb més de 100.000 participants sense malaltia celíaca, els investigadors no van trobar cap associació entre el consum dietètic de gluten a llarg termini i el risc de malaltia cardíaca. De fet, les troballes també van suggerir que els individus no celíacs que eviten el gluten poden augmentar el risc de patir malalties del cor, a causa del potencial de reducció del consum de cereals integrals.
Molts estudis han relacionat el consum de cereals integrals amb resultats d’una millora en la salut. Per exemple, es va trobar que els grups amb la ingesta més alta de cereals integrals, inclòs el blat (2-3 porcions diàries) en comparació amb els grups que menjaven les quantitats més baixes (menys de 2 porcions diàries), presentaven taxes significativament més baixes de malalties del cor i d’ictus, desenvolupament de diabetis tipus 2 i morts per totes les causes.
El gluten també pot actuar com a prebiòtic i alimentar els bacteris "bons" del nostre cos. L’oligosacàrid arabinoxilà és un carbohidrat prebiòtic derivat del segó de blat que s'ha demostrat que estimula l’activitat dels bifidobacteris al còlon. Aquests bacteris es troben normalment en un intestí humà sa. Els canvis en la seva quantitat o activitat s'han associat amb malalties gastrointestinals, incloses malalties inflamatòries de l’intestí, càncer colorectal i síndrome de l’intestí irritable.